# 1718 w polityce

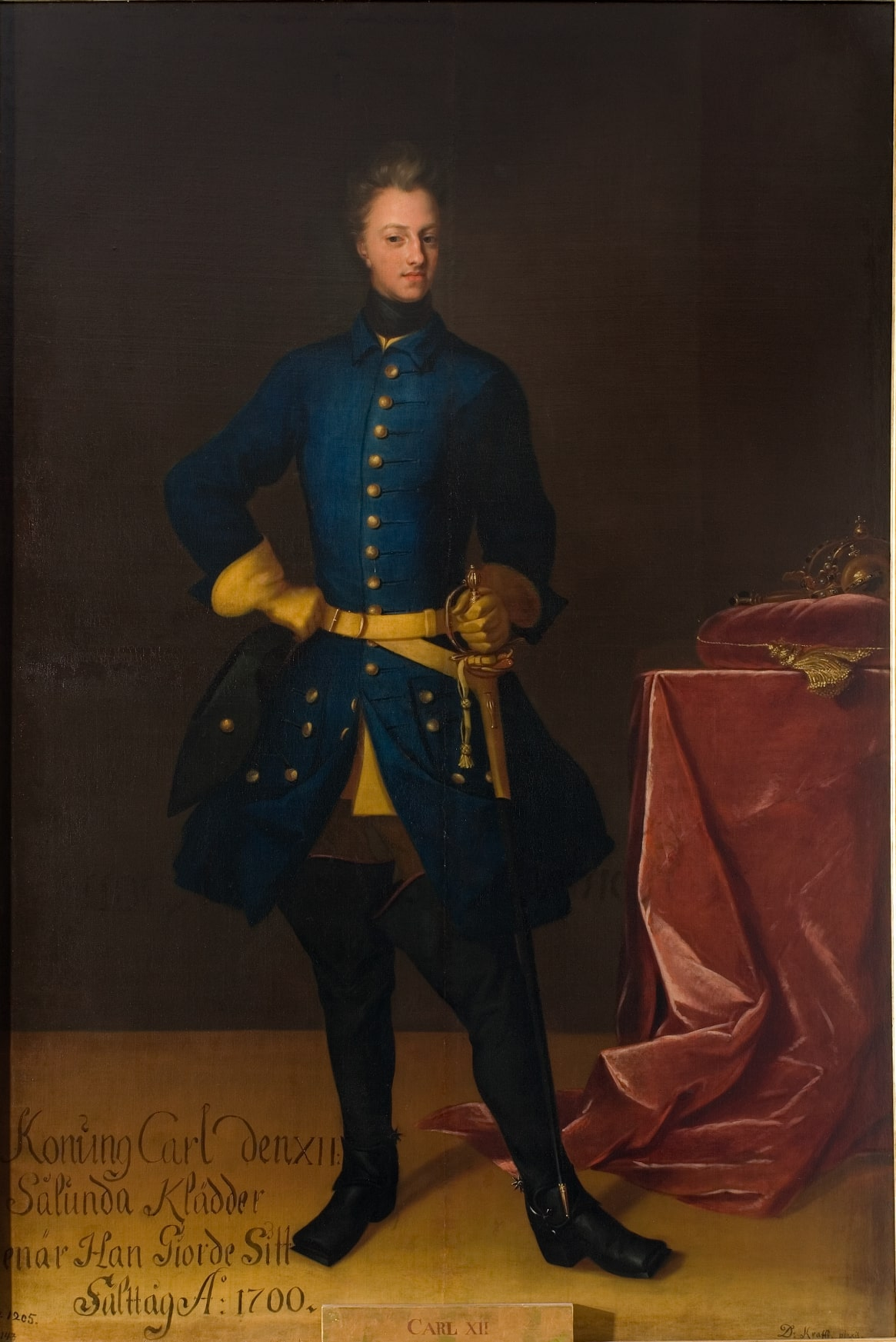
Karol XII, król Szwecji

Wydarzenia polityczne w 1718 roku.

## Urodzili się
- 7 stycznia Israel Putnam, amerykański generał[1].

## Zmarli
- 7 lipca Aleksy Romanow, syn Piotra I Wielkiego[2].
- 30 listopada Karol XII, król Szwecji[3][4].